# Llibre dels Morts

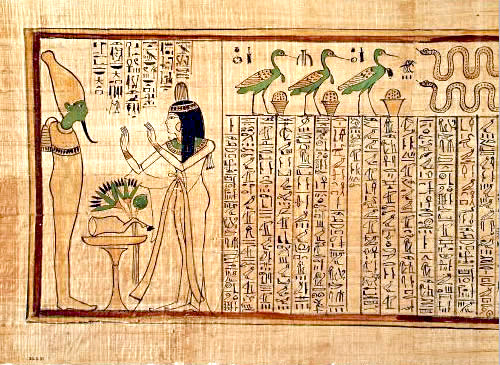
Llibre dels Morts, de Nany: versió tebana.

El Llibre dels Morts o Peri Em Heru ('Llibre per sortir al dia') és un text funerari compost per un conjunt de fórmules màgiques o sortilegis, encanteris, oracions i himnes (rau), que ajudaven el difunt, en la seva estada a la Duat (inframon a la mitologia egípcia), a superar el judici d'Osiris, i viatjar al Aaru, segons la mitologia egípcia. El Llibre dels Morts es dipositava als túmuls, al costat de les mòmies. L'objectiu d'aquests texts era ajudar el mort durant el seu viatge al món soterrani, per poder superar els possibles perills durant el viatge al més enllà. Constitueix una de les principals fonts d'informació per a l'estudi i la comprensió de la religió de l'antic Egipte.

## Origen i formació

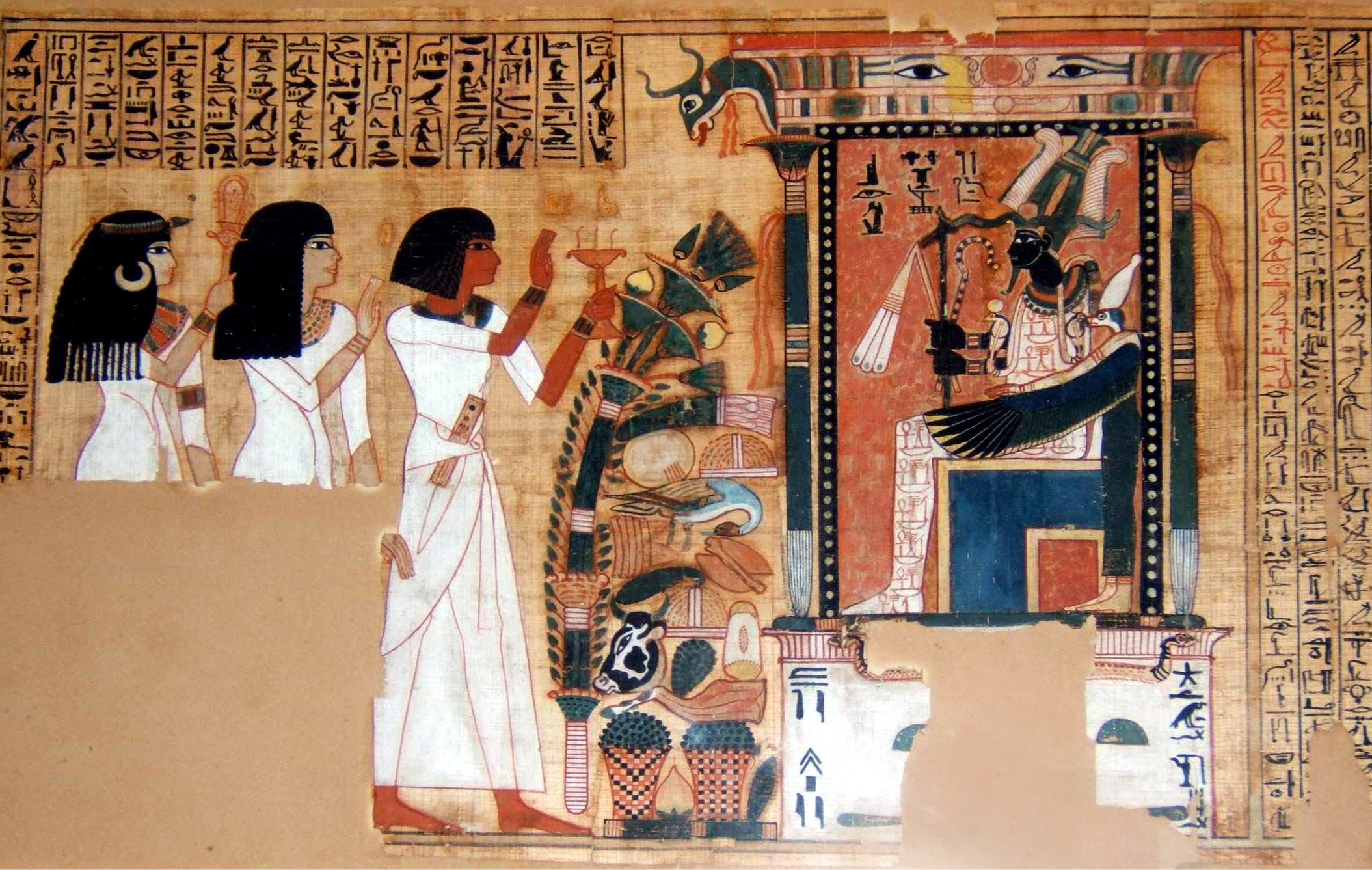
Un «Llibre dels morts» de Nebqed, del 1300 aC

La redacció del Llibre dels Morts data de l'Imperi Nou, encara que per trobar els seus orígens cal remuntar-se als Textos de les Piràmides de l'Imperi Antic que va evolucionar posteriorment en els Textos dels Sarcòfags de l'Imperi Mitjà. Aquestes successives transformacions comporten que aquesta col·lecció heterogènia de fórmules contingui textos funeraris de totes les èpoques de la història d'Egipte. Destaquen quatre versions diferents del Llibre dels Morts, que es van anar succeint a través de la història:
- La versió heliopolitana, redactada pels sacerdots d'Heliòpolis per als faraons, es troba en alguns sarcòfags, esteles, papirs i tombes de les dinasties XI, XII i XIII, encara que l'essència prové d'escrits primitius. Netament solar, promou la teologia del déu Ra.
- La versió tebana, escrita en jeroglífics (i després en hieràtic) en papirs, està dividida en capítols sense un ordre determinat, encara que la gran majoria tenen un títol i una vinyeta. Utilitzada durant les dinasties XVII, XVIII, XIX, XX i XXI ja no només pels faraons sinó també per ciutadans particulars.
- La versió saita va donar lloc a la seva màxima expressió en la dinastia XXVI d'Egipte, on es van fixar l'ordre dels capítols, que van a romandre invariables fins al final del període ptolemaic.

Dyedefhor, que va gaudir de gran fama com a savi i endeví, és considerat per la tradició l'autor de la pregària del Llibre dels Morts.

## Origen del títol
El títol «Llibre dels morts» es deu al seu primer editor i traductor, l'egiptòleg alemany Karl Richard Lepsius, qui el va publicar el 1842 amb el títol Das Todtenbuch der Ägypter, encara que es diu també que el títol procedeix del nom que els profanadors de les tombes van donar als papirs amb inscripcions que van trobar al costat de les mòmies: «Kitab al-Mayitun», en àrab, que significa 'llibre del difunt'. Els antics egipcis el coneixien com a Llibre per a sortir a la llum.

## Estructura
Per ara es coneixen un total de 192 capítols, però la seva extensió és molt desigual i no existeix un sol papir que els comprengui tots. L'extensió dels papirs variava segons el poder adquisitiu de cada difunt, i una vegada que es va anar popularitzant, les versions més econòmiques eren realitzades en sèrie pels temples i després emplenades amb el nom del comprador. La successió de fórmules, sense cap ordre i que arriben a variar d'uns exemplars als altres tenen, però, una lògica interna. Segons l'egiptòleg francès Paul Barguet, el Llibre dels Morts es pot dividir de la manera següent:
- Capítols 1-16: «Sortir al dia» (oració); marxa cap a la necròpolis, himnes al Sol i a Osiris.
- Capítols 17-63: «Sortir al dia» (regeneració); triomf i alegria; impotència dels enemics; poder sobre els elements.
- Capítols 64-129: «Sortir al dia» (transfiguració); poder manifestar sota diverses formes, utilitzar la barca solar i conèixer alguns misteris. Retorn a la tomba; judici davant el tribunal d'Osiris.
- Capítols 130-162: Textos de glorificació del mort, que s'han de llegir al llarg de l'any, en determinats dies festius, per al culte funerari, servei de les ofrenes, preservació de la mòmia pels amulets.
- Capítols 163-190: és un complement de tot l'anterior, amb fórmules on es lloa a Osiris.

### Capítol 125

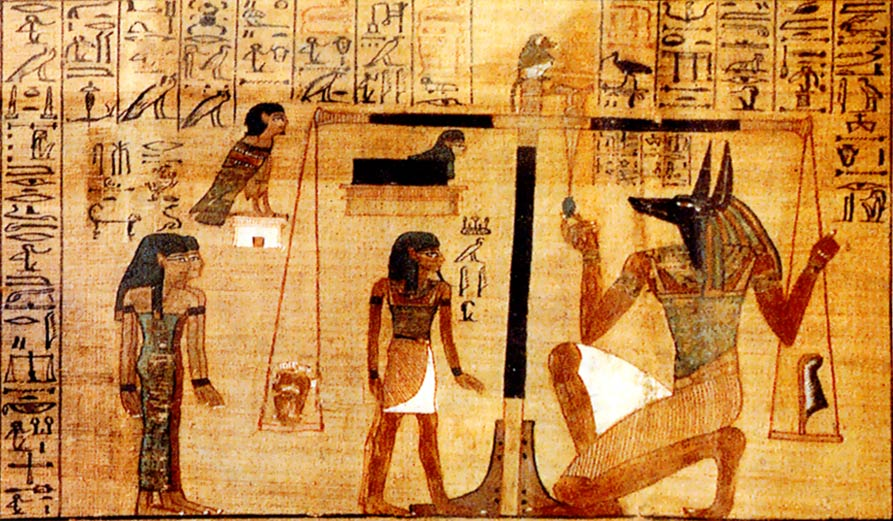
Capítol 125. Llibre dels Morts. Papir d'Ani.

El capítol més famós i important del Llibre dels Morts és potser el titulat «Fórmula per entrar a la sala de les dues Maat», en el qual el difunt es presenta davant del Tribunal d'Osiris perquè tot el seu cor (consciència i moralitat), una vegada superada la prova, pugui continuar el camí en el món dels morts, la Duat, fins a arribar als fèrtils camps d'Aaru.
Aquest capítol, de notòria complexitat i extensió, conté les anomenades «Confessions negatives», declaracions d'innocència que el difunt feia davant els déus del tribunal per a justificar les seves accions personals, cosa que posa de manifest la gran importància moral que aquest capítol tenia per als antics egipcis.

## Papirs destacats
- Per la seva extensió:
  - Papir d'Ani: és la versió més coneguda i més completa del Llibre dels Morts, destacant la seva longitud (23,6 metres). Aquest papir, realitzat per l'escriba reial Ani (dinastia XIX), actualment es troba al Museu Britànic, registrat amb el núm. 10.470. Va ser traduït per Ernest Wallis Budge, i publicat el 1895.
  - Papir de Aufanj: actualment al Museu Egipci de Torí, té una longitud de 19 metres i 165 capítols.

- Per la seva antiguitat:
  - Papir de Iuya: es troba al Museu Egipci del Caire.
  - Papir de Ja: es troba al Museu Egipci de Torí, té 33 capítols.
  - Papir de Nu: es troba al Museu Britànic (núm. 10477) i té 137 capítols.

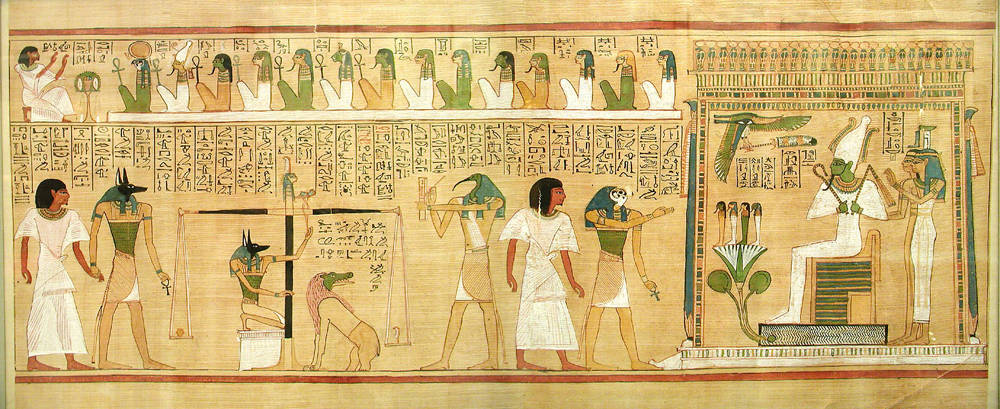
Fragment del Llibre dels Morts, de Hunefer.